# Институт востоковедения имени Абу Райхана Беруни
Институт востоковедения имени Абу Райхана Беруни Академии наук Республики Узбекистан (узб. Oʻzbekiston Fanlar akademiyasi Abu Rayhon Beruniy nomidagi Sharqshunoslik instituti, ИВ АН РУз), ранее Институт по изучению восточных рукописей Академии наук Узбекской ССР (ИВ АН УзССР), — научно-исследовательский институт в Ташкенте, Узбекистан, основанный в 1943 году и действующий в составе Академии наук Республики Узбекистан. Директор — Б. А. Абдухалимов.

## История
Основан в 1943 году на базе Восточного отделения Государственной публичной библиотеки Узбекской ССР под названием Институт по изучению восточных рукописей. Во время Второй мировой войны в институте работали советские востоковеды в эвакуации.
В 1950 году был переименован в Институт востоковедения, в 1957 году ему было присвоено имя Аль-Бируни.
В 1952—1981 годах было издано «Собрание восточных рукописей Академии наук Узбекской ССР» — 11-томный каталог рукописей, хранящихся в фондах института.
По состоянию на 2000-е годы в институте имелось 7 отделов и мастерская по ремонту рукописей и фотолаборатория, работали 63 научных сотрудника.

## Фонды
В фондах институте хранятся более 25 тысяч рукописей IX—XX веков, содержащих около 80 тысяч произведений, а также около 40 тысяч томов литографированных и печатных книг. Основная часть документов относится к Бухарскому, Хивинскому и Кокандскому ханствам.
В 2000 году коллекция рукописей института была включена в программу ЮНЕСКО «Память мира» (англ. Memory of the World) как одна из богатейших коллекций в мире.

## Директора
- 1955—1976: С. А. Азимджанова
- 1987—1993: А. У. Урунбаев
- 2004—2006, 2008—2014, 2017—н. в.: Б. А. Абдухалимов